# Sibnica (Kraljevo)
Sibnica (Servisch cyrillisch Сибница) is een plaats in de Servische gemeente Kraljevo. De plaats telt 243 inwoners (2002).